# Helina zhouquensis
Helina zhouquensis este o specie de muște din genul Helina, familia Muscidae, descrisă de Xue în anul 2001. Conform Catalogue of Life specia Helina zhouquensis nu are subspecii cunoscute.